# Distretto di Gadag
Il distretto di Gadag è un distretto del Karnataka, in India, di 971 955 abitanti. È situato nella divisione di Belgaum e il suo capoluogo è Gadag-Betageri.